# 铁斑荔枝螺
铁斑荔枝螺（学名：Thais aculeata），是新腹足目骨螺科Thais属的一种。主要分布于印度尼西亚，常栖息在潮间带。